# Margaret Callender
Margaret Callender (verheiratete Whitbread; * 25. Juni 1939) ist eine ehemalige britische Speerwerferin.
1958 wurde sie für England startend bei den British Empire and Commonwealth Games in Cardiff Fünfte.
1959 stellte sie ihre persönliche Bestleistung von 45,18 m auf.
Ihre Adoptivtochter Fatima Whitbread wurde 1987 Weltmeisterin im Speerwurf.